# Count Raven
I Count Raven sono una band doom metal svedese fondata nel 1989. Dal 1990 al 1996, la band ha pubblicato quattro album in studio, per poi sciogliersi nel 1998. Nel 2003 si sono nuovamente riuniti e nel 2009 hanno pubblicato il loro quinto album, Mammons War.

## Storia
La band, formata nel 1987 dal cantante Christian Linderson, dal chitarrista Dan Fondelius, dal bassista Tommy Eriksson e dal batterista Christer Pettersson, si chiamava originariamente Stormvarning. Nel 1989, cambiarono il loro nome in Count Raven e un anno dopo pubblicarono il loro album di debutto, Storm Warning. Questo ricevette recensioni positive dalla stampa specializzata europea (4 K su Kerrang!, 10/10 su Rock Hard, 6/7 su Metal Hammer).
Linderson lasciò quindi la band per unirsi ai Saint Vitus e Dan "Fodde" Fondelius divenne il nuovo frontman in concomitanza con il disco Destruction of the Void del 1992, pubblicato dalla Nuclear Blast, dichiarato "Album Doom dell'anno" dalla rivista Rock Hard. Il terzo album della band High on Infinity è stato dato alle stampe un anno dopo, quindi la band si è presa una pausa di tre anni prima di tornare nel 1996 con Messiah of Confusion. "Il nome dell'album è il soprannome del nostro bassista. Quando l'album ha cominciato a vedere la luce, abbiamo pensato che usare questo titolo fosse una buona idea. Ci sono molti "messia della confusione" là fuori", ha spiegato il batterista Christer Pettersson. 
Nel 1998, i Count Raven si sciolsero. Dan Fondelius formò una nuova band doom metal chiamata Doomsday Government, mentre Eriksson si unì ai Semlah nel 2001. Nel 2003, il trio si è riformato, per sciogliersi di nuovo nel 2006 e riformarsi all'istante con Fondelius al timone, Fredrik Jansson (ex Abramis Brama) al basso e Jens Bock alla batteria.  Nel 2009 è uscito il quinto album dei Count Raven, Mammons War, prodotto da Zeb King e pubblicato da I Hate. L'album ha ottenuto una recensione positiva da Kerrang! che gli ha dato una valutazione 4K.
I Count Raven hanno firmato un nuovo contratto discografico con I Hate il 1º febbraio 2019 pubblicando con questa etichetta il loro sesto album in studio, The Sixth Storm, uscito nel 2021.

## Formazione
- Dan "Fodde" Fondelius – voce, chitarra, tastiere
- Samuel Cornelsen – basso
- Jens Bock – batteria

Membri passati
- Christian Linderson – voce (1989–1992)
- Christer "Renfield" Pettersson – batteria (1989–1998; 2003–2006)
- Fredrik Jansson – basso (2006–2011)
- Tommy "Wilbur" Eriksson – basso (1989–1998; 2003–2006; 2011–2016)
- Patrick Lundin – batteria (2009–2011)

## Discografia

### Demo
- Demo 89 (1989)
- Indignus Famulus (1989)

### Split albums
- Wolfmoon/Wedded to Grief (split album con i Griftegård, 2010)

### Album in studio
- Storm Warning (Hellhound/Phantom Import, 1990)
- Destruction of the Void (Nuclear Blast, 1992)
- High on Infinity (Hellhound, 1994)
- Messiah of Confusion (Hellhound, 1996)
- Mammons War (I Hate, 2009)[3]
- The Sixth Storm (I Hate Records, 2021)